# 10. pr. n. št.
10. pr. n. št. je deveto desetletje v 1. stoletju pr. n. št. med letoma 19 pr. n. št. in 10 pr. n. št.. 
Dogodki in smeri
Pomembne osebnosti
- cesar Avgust, rimski cesar (27 pr. n. št.–14).